# Буревестник (пароход)
«Буревестник» — советский пароход. До 1918 года носил имя «Русь». В 1926 году затонул в Морском канале Ленинградского торгового порта.

## Катастрофа

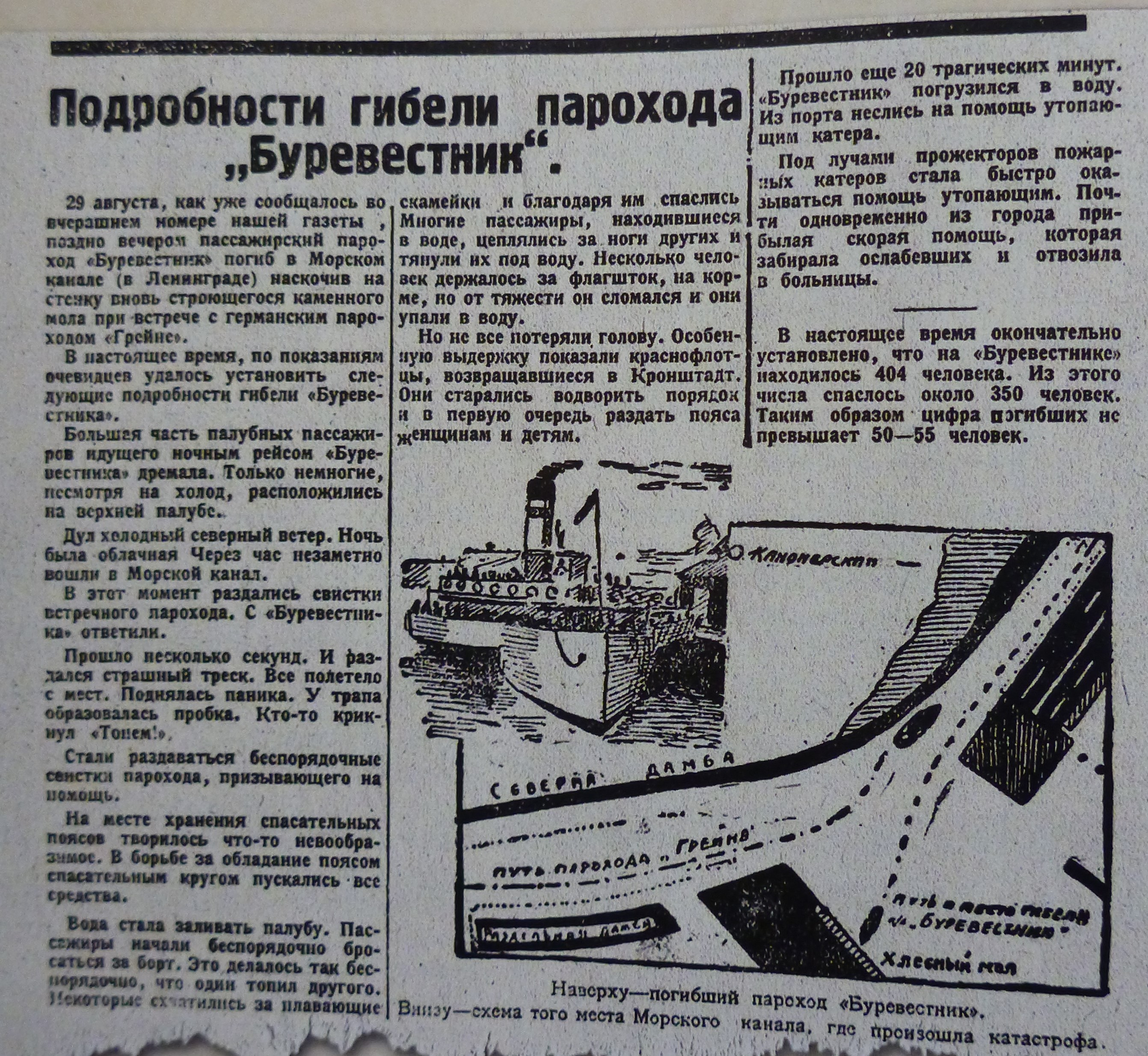
Статья о гибели «Буревестника» в газете «Красный Север», 1926 год

Колёсный пароход «Буревестник» вышел в регулярный рейс из Ленинграда в Кронштадт поздним вечером 29 августа 1926 года в 22 часа. На рейс было продано 404 билета; численность команды составляла 11 человек. Пароход отошёл от причала и двигался по каналу кормой вперед. Встречным курсом по Морскому каналу из Кронштадта шёл немецкий пароход «Грета».
Официальным капитаном судна "Буревестник" был Альвер Карлович Пийспанен, 1891 года рождения, но в тот день он на борту «Буревестника» отсутствовал: как установили на суде, с разрешения одного из руководителей порта он… отправился выпивать вместе с  матросом Емельяненко.
Видимость на канале была плохая - темное время суток, облачная погода  и вечерний туман. Поэтому ни ведущий судно помощник капитана Пётр Храбунов, зачисленный в экипаж только в конце июня, ни ставший рулевым матрос Шилин  не заметили вовремя начало поворота немецкого парохода «Грета», давшего один гудок, который означал «обходи справа». 
Храбунов, плохо знакомый, с международными правилами расхождения морских судов, приказал выполнить маневр - руль заложили резко налево. «Буревестник» и «Грета» разошлись, но российский пароход при этом не выполнил обратный маневр. Если бы руль был заложен направо, у «Буревестника» был бы шанс сразу вернуться на свой обычный курс. Храбунов о таком маневре не распорядился, и пароход чуть позднее неожиданно врезался кормой в строившийся Хлебный мол, который не был освещён.
Предприняв задержавший судно манёвр для расхождения со встречным судном бортами и пытаясь вслед за этим   развернуть свой пароход носом вперёд как обычно в Екатерингофском бассейне, малоопытный помощник капитана Храбунов и его рулевой из-за ограничивающей обзор собственной дымовой трубы и плохой видимости допустили столкновение своего судна на скорости кормой  с гранитной стенкой неосвещённого строящегося Хлебного мола, на котором не были включены сигнальные габаритные огни из-за случайно перебитого днём электрокабеля.
Ударившись о мол кормой парохода старпом дал команду «задний ход», чтобы удержать судно у стенки и тогда люди могли бы просто перейти на мол. Что успели сделать несколько пассажиров: «Буревестник» был фактически прижат к стенке мола. Но вероятно команду неправильно интерпретировали на мостике или в машинном отделении и задали реверсивное движение. После того, как судно отошло от мола, в пробоину хлынула вода. 
Получив двухметровую пробоину и быстро набрав воды в кормовую часть  корпуса, Храбунов дал полный ход вперёд, пытаясь добиться самоотлива воды на ходу через корму и спасти судно от затопления, выбросив судно на близкую отмель у острова Кривая дамба, но один из пассажиров – военный моряк, опасаясь взрыва котлов, самостоятельно стравил пар с котлов, что создало чудовищный рёв на ночном пароходе и судно сразу потеряло ход и освещение, начав быстро  тонуть. Через 15 минут всего лишь в 50 метрах от спасительной отмели пароход Буревестник опустился на дно в глубоком месте, недалеко от почти невидимой для пассажиров в темноте стенки Хлебного мола. 
В результате возникшей паники из-за погасшего освещения и рёва спускаемого пара внутри тонувшего судна погибло 65 человек(по другим данным 59). На тот момент времени это была крупнейшая по числу жертв катастрофа гражданского парохода в невоенное время в Ленинграде (она превысила число жертв затонувшего 7 апреля 1907 года на Неве парохода «Архангельск», принадлежащего купцу Шитову и обслуживавшего перевоз от Пальменбахской набережной около Смольного на Охту, когда погибло 39 человек  ).
Как писала газета «Вечерний Ленинград» на «Буревестнике» началась ужасная паника: «Большинство находилось на верхней палубе… и оттуда бросались один за другим в воду. Это делалось настолько беспорядочно, что один топил другого».
Сохранились и другие, ещё более жуткие воспоминания: «Паника была страшная! Тут и там раздавались пистолетные выстрелы: это офицеры стреляли в своих жён и детей, не желая им смерти в ледяной воде, а затем кончали жизнь таким же образом, так как помощи ждать было неоткуда. Корабль погружался и воду».
Команда вернувшейся на помощь немецкой «Греты» спасла порядка 80 человек. Подоспевшими пожарными катерами порта было освещено место катастрофы и проведена эвакуация и спасение значительного числа пассажиров.
Судно осело на грунт на 7-8 метровой глубине и на поверхности остались только его мачта и труба, на которой спасся Храбунов, находившийся до последнего на мостике своего тонущего парохода, но не смогший обуздать возникшую в темноте панику на судне.
Водолазы несколько дней извлекали из воды тела погибших, а "Красная газета" в красках описывала их труды: "Тяжелые картины приходится видеть водолазам… Когда находишь трупы погибших, то при приближении они точно живые начинают колебаться и принимать страшные позы. Женские волосы всплывают кверху и колеблются, как морские водоросли".
Когда 2 сентября плавучие краны подняли пароход из-под воды, внутри его было найдено еще восемь тел. Окончательная цифра потерь заставила обывателей ужаснуться: 65 человек! Мостовщик П. Васильев, булочник М. Дысов, токарь А. Пительников, домохозяйка А. Лукина, не названная газетами пионерка, несколько краснофлотцев и даже член Губкома партии Н. Васильев - люди в этом скорбном списке были самые разные.
Погибшим были устроены торжественные похороны, с речами и ружейным салютом.
На суде по делу «Буревестника» Храбунову было предъявлено сразу несколько обвинений. Первое - что он принял на себя командование, хотя не должен был этого делать. Также он обвинялся в том, что не вёл необходимое наблюдение за обстановкой и пропустил начало поворота немецкого судна, потом врезался в мол, а также в том, что не принял никаких эффективных мер к спасению всех пассажиров. Экипаж   "Буревестника", не расслышав в панических криках пассажиров команд от Храбунова , вообще  не помогал организованно пассажирам.
В итоге к суду были привлечены не только капитан и его помощник, но и члены экипажа, а также руководители пароходства. На суде также выяснилось, что из положенных двух спасательных шлюпок на «Буревестнике» была всего одна, да и та нерабочая. Огни, которые должны были освещать мол, не горели, потому что был перебит кабель. Также было установлено, что экипаж не имел должной квалификации, а пьянство было для него совершенно обычным делом. 
Суд, состоявшийся 8 ноября 1926 года признал виновным в катастрофе капитана Альвера Пийспанена (отсутствовавшего на пароходе в момент катастрофы, оставшегося на берегу в трактире с разрешения начальника порта) и его помощника Петра Храбунова и приговорил их обоих к 4 годам тюрьмы каждого, другие фигуранты получили меньшие сроки.
Упоминание крушения можно найти в повестях ленинградского прозаика, поэта и переводчика, а так же журналиста и фронтового корреспондента Вадима Шефнера «Счастливый неудачник» и «Имя для птицы, или чаепитие на желтой веранде», который будучи маленьким мальчиком в то время, должен был отправиться в тот самый злополучный рейс на "Буревестнике" , но по счастливой случайности этого избежал.